# Mercalliskalan
Mercalliskalan används för att bestämma en jordbävnings intensitet genom att bedöma dess effekter på människor och byggnader. Skalan skapades av italienaren Giuseppe Mercalli 1902 och används tillsammans med Richterskalan. Skalan går från ett till tolv, och skrivs med romerska siffror (I, II, III, ... XII).
Skalan har bearbetats under 1900-talet. Idag används den modifierade Mercalliskalan, även kallad MM.

## Steg på skalan
- I. Instrumentell: I princip omärkbar för människor.
- II. Svag. Märkbar för människor i vila i höga hus. Hängande föremål kan börja gunga.
- III. Lindrig. Märkbar för människor inomhus.
- IV. Måttlig. Många inomhus och vissa utomhus känner skalvet.
- V. Tämligen stark. Väcker sovande. Oroar djur.
- VI. Stark. Märkbar för människor inom- och utomhus.
- VII. Mycket stark. Märkbar för personer i fordon. Klena byggnader skadas.
- VIII. Destruktiv. Stör biltrafik. Statyer och stenväggar kan välta.
- IX. Förödande. Marksprickor. Byggnader skadas allvarligt.
- X. De flesta byggnader förstörs. Jordskred.
- XI. Hus, broar, vägar och räls förstörs.
- XII. Katastrofal. Omfattande vertikala och horisontella markrörelser. Föremål kastas upp i luften.